# 安杰尔
安賈爾（阿拉伯語：عنجر / Anjar）也被稱為霍什穆薩（阿拉伯語：حوش موسى / Ḥawsh Mūsá），位於黎巴嫩貝卡省的一個小鎮，位於貝卡谷地。其中人口為 2,400，幾乎完全由亞美尼亞人組成。總面積約為 20 平方公里（7.7 平方英里）。在夏季時隨著亞美尼亞僑民返回，該地人口會增加3,500人之多。

## 歷史
安吉尔位于贝卡谷地腹地的利塔尼河旁，距貝魯特58公里，其名稱意為「源頭」，古城是阿拉伯倭马亚王朝被保存下来的为数不多的遗迹之一，公元7~8世纪期间，阿拉伯倭马亚王朝统治了黎巴嫩。8世纪中叶时，由於處在連線大馬士革及南部地區商貿路線的交叉點，安吉尔曾成为黎巴嫩的商贸中心，但是短暂的繁荣很快就消失了。
根據宣信者狄奧法內斯的紀錄，古城牆是由韋立德一世的兒子阿巴斯·伊本·瓦利德（Al-Abbas_ibn_al-Walid）於公元714年所建、城牆厚達2公尺、高7公尺，呈正方形構造，四東西門和南北門之間分別由10米寬的大街相連，兩條大街在市中心垂直相交呈十字形，將古城市分割成4個區域，較小的街道將城市細分更多不同大小的街區。當前存留的倭馬亞王朝遺蹟，也成為安賈爾羅馬城市規劃的唯一見證。
該城市在奧斯曼統治時期漸漸衰落，一直到1939年，數千名來自穆薩達格地區的亞美尼亞難民重新定居於此後才有復興的跡象，在黎巴嫩內戰時，該城曾組織地方防衛部隊，以阻止來自周圍穆斯林村莊的任何敵對勢力。在內戰期間，安賈爾被迫與幾個交戰國結盟並進行談判以維持和平，當前安賈爾也是貝卡省最重要的聚落之一。
自1943年以來，黎巴嫩古物總局開始對該地的倭馬亞遺蹟進行考古發掘和修復的工作，其中包含部分重建的大皇宮和小皇宮（後宮）、清真寺、溫泉浴場等遺址群，這些遺址融合了羅馬時代的裝飾或建築的元素，此外也發現大批帶有植物、和幾何圖案的飾帶碎片等古物。

### 入選世界遺產
1984年，联合国教科文组织決議將安賈爾古城遺址列入《世界文化遺產》，編號第293號，認為其滿足以下兩個獲選條件：
1. 安賈爾的考古遺跡，是在8世紀初由哈里發阿巴斯·伊本·瓦利德的統治期間建立，並在短時間內遭到遺棄，為倭馬亞文明年代的發展提供了準確的證明。（文化遺產標準三）；
2. 安賈爾是8世紀城市規劃的傑出典範，並擁有含倭馬亞文明特徵的建築群，在建築技術以及所採用的建築裝飾元素中，能顯而易見看見從原始拜占庭風格到伊斯蘭建築風格的演變。（文化遺產標準四）；

## 經濟
安賈爾的經濟主要以服務業為主，很少發展農業和工業活動。迄今該地區最大的私人公司為Shams，這是一家家族企業，過去曾是村莊主要街道上的一家小餐館。如今該公司在安賈爾及其周邊地區經營許多物業，包括酒店、度假村、加油站、保齡球館等設施。

## 圖片

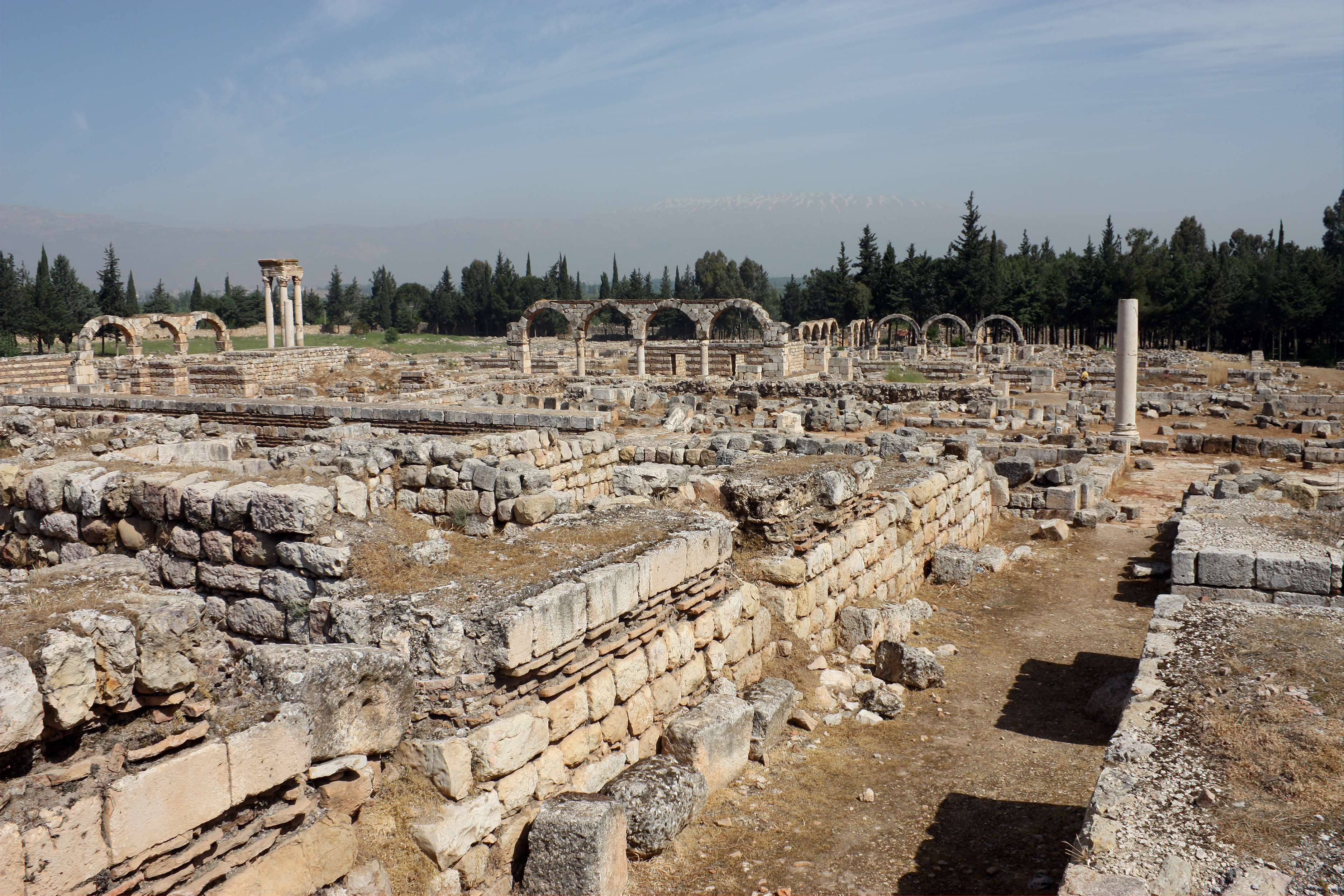
倭馬亞大皇宮遺址
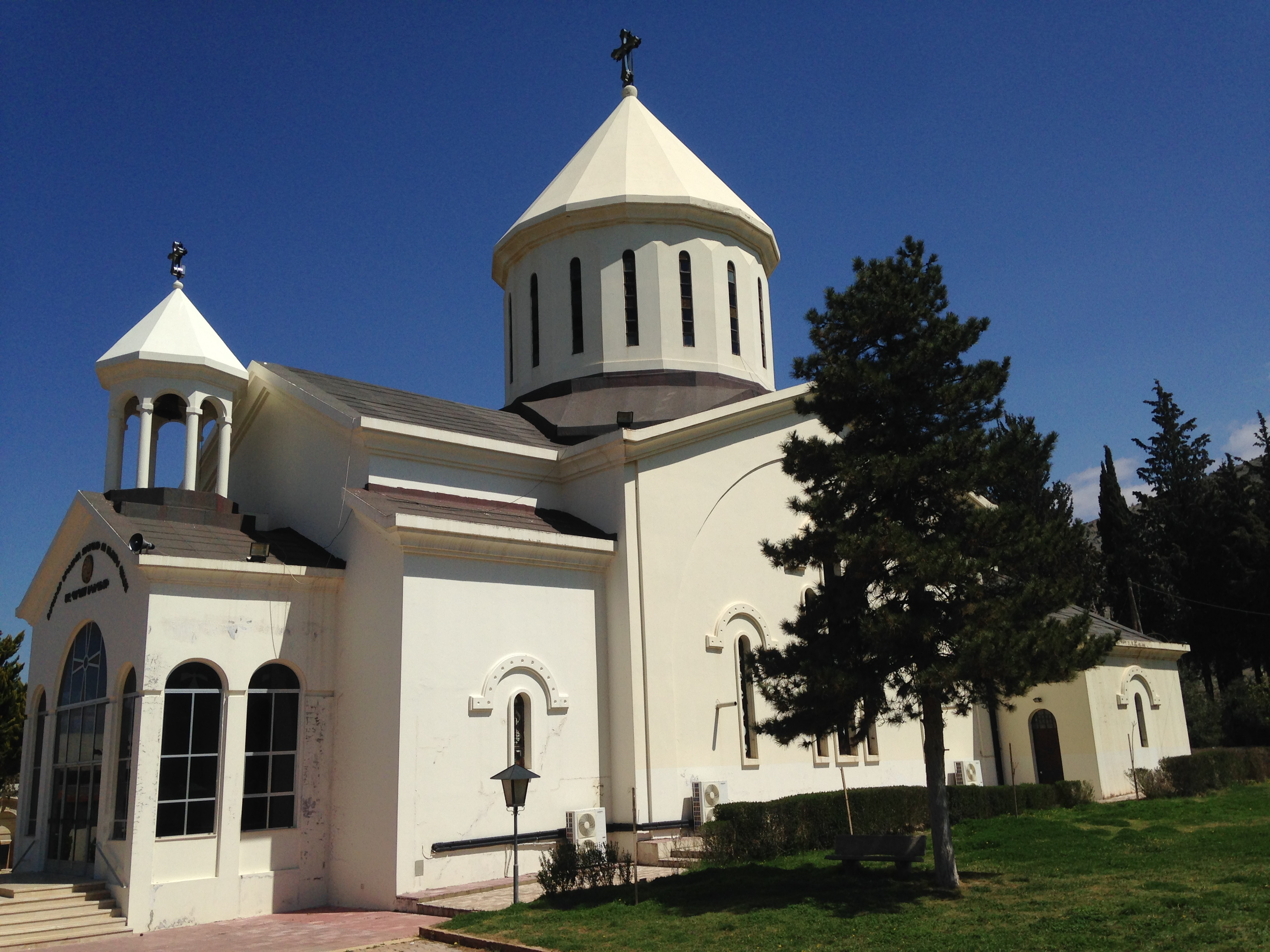
安賈爾教堂
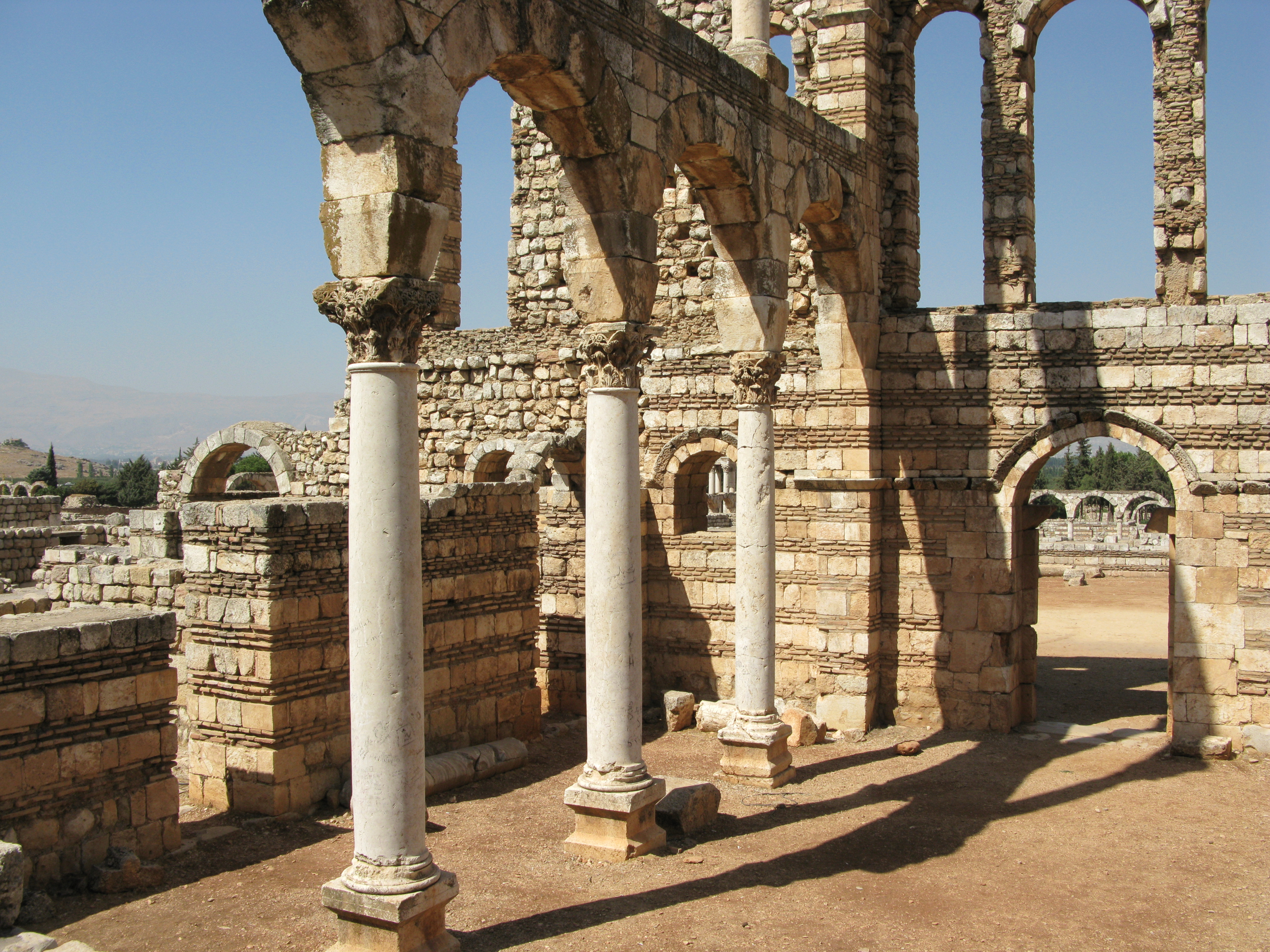
安賈爾遺跡的拱門
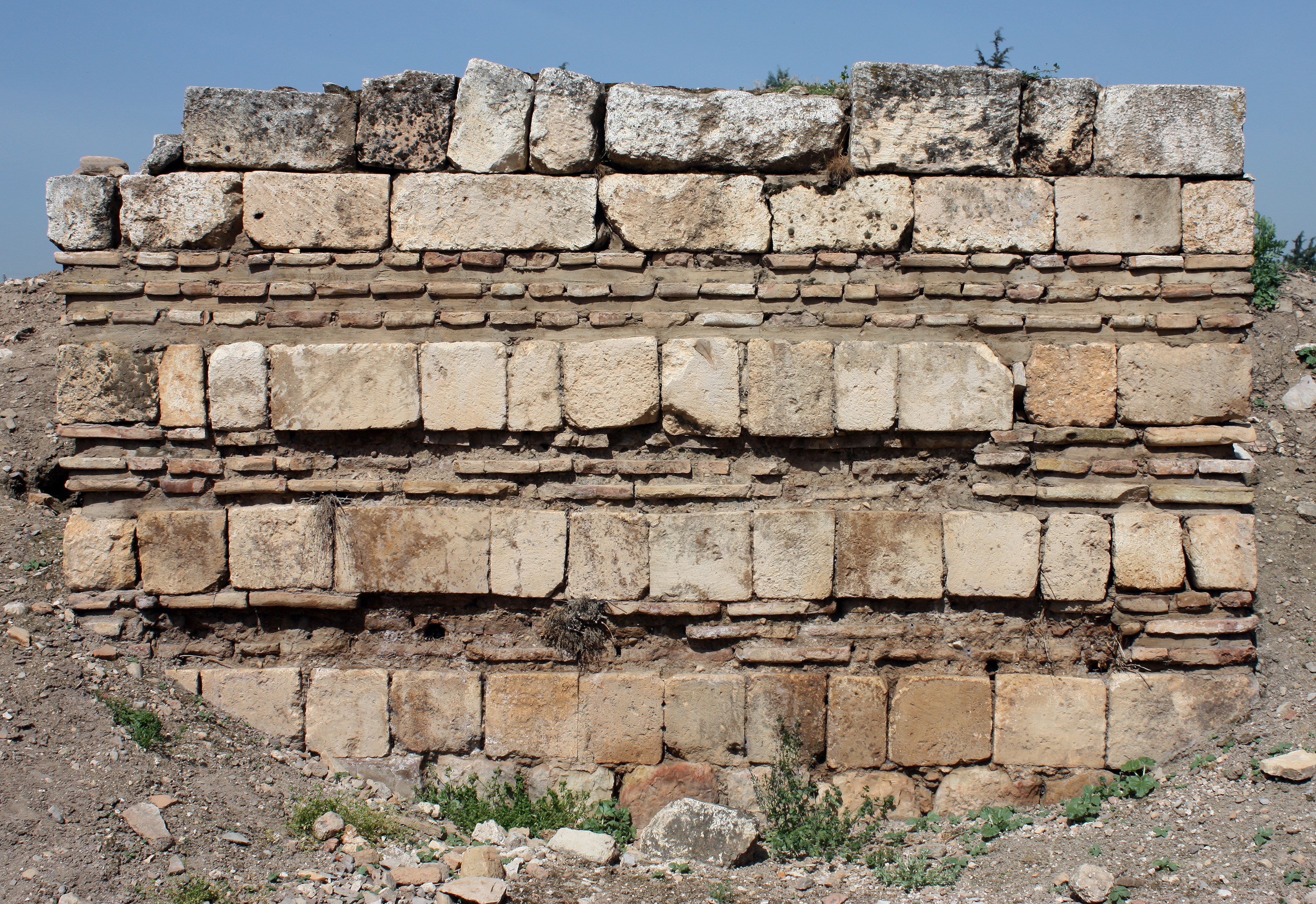
安賈爾城牆

## 來源
- 傑瑞·L, ·巴查拉克. . Necipoğlu, Gülru  (编).  13. Leiden: BRILL. 1996: 27–44. ISBN 90-04-10633-2.

## 外部連結
- Official Website of Anjar
- Anjar, Archnet Digital Library.
- Website about Anjar （页面存档备份，存于）
- Lebanon, the Cedars' Land: Anjar （页面存档备份，存于）
- Ya Libnan | Lebanon News | Spotlight on Anjar
- Photos of Anjar ruins （页面存档备份，存于）

- 安杰尔古城遺址 （页面存档备份，存于）

1. ↑  Lendering, Jona. . Livius.org.   [2021-09-14]. （原始内容存档于2022-08-29）.
2. ↑  Hillenbrand, Robert. G. P. Brogiolo and B. Ward-Perkins , 编. . The Idea and Ideal of the Town Between Late Antiquity and the Early Middle Ages (BRILL). 1999: 59-98 [59-60]  [9 May 2021]. （原始内容存档于2022-09-29）.
3. ↑  The archaeological site of Anjar